# Los Hidalgos
Los Hidalgos è un comune della Repubblica Dominicana di 13.569 abitanti, situato nella Provincia di Puerto Plata. Comprende, oltre al capoluogo, un distretto municipale: Las Navas.